# NGC 7505
NGC 7505 é uma galáxia espiral (S) localizada na direcção da constelação de Pegasus. Possui uma declinação de +13° 37' 53" e uma ascensão recta de 23 horas, 11 minutos e 00,7 segundos.
A galáxia NGC 7505 foi descoberta em 25 de Setembro de 1886 por Lewis A. Swift.